# Ingrid Czerny
Ingrid Czerny (* 1932 in Gablonz, Tschechoslowakei) ist eine deutsche Opernsängerin (Koloratursopran).

## Wirken
Ingrid Czerny studierte an den Musikhochschulen in Berlin und Leipzig (bei R. Meinl-Weise).
Sie debütierte 1957 als Königin der Nacht in Walter Felsensteins Inszenierung der Zauberflöte in der Komischen Oper Berlin und war bis zu ihrem Ruhestand Mitglied dieses Hauses. Sie sang hier in erster Linie das Fach des lyrischen Koloratursoprans (Konstanze, Fiordiligi) und auch Soubrettenrollen (Lauretta, Musetta, Adele).
Auch in Händel-Opern und zahlreichen Oratorien-Aufführungen ist Czerny aufgetreten.
Gastspiele führten sie mit dem Ensemble ihres Hauses in die Sowjetunion und ins europäische Ausland.

## Filmografie
- 1973: Ritter Blaubart (Studioaufzeichnung)

## Schallplatten
- Czerny ist auf verschiedenen Opern- und Operetten-Aufnahmen mit dem Ensemble der Komischen Oper zu hören.